# مارتزیو بروسگین
مارتزیو بروسگین (ایتالیایی: Marzio Bruseghin؛ زادهٔ ۱۵ ژوئن ۱۹۷۴) دوچرخه‌سوار اهل ایتالیا است. وی در بازی‌های المپیک تابستانی ۲۰۰۸  شرکت کرده است.